# AM-919
AM-919 je analgetik koji je kanabinoidni agonist. On je derivat HU-210 koji je supstituisan sa 6β-(3-hidroksipropil) grupom. To dodaje "južnu" alifatičnu hidroksilnu grupu na molekul, tako da je AM-919 hibridna struktura između klasičnih i neklasičnih kanabinoidnih familija.